# Třeslice prostřední

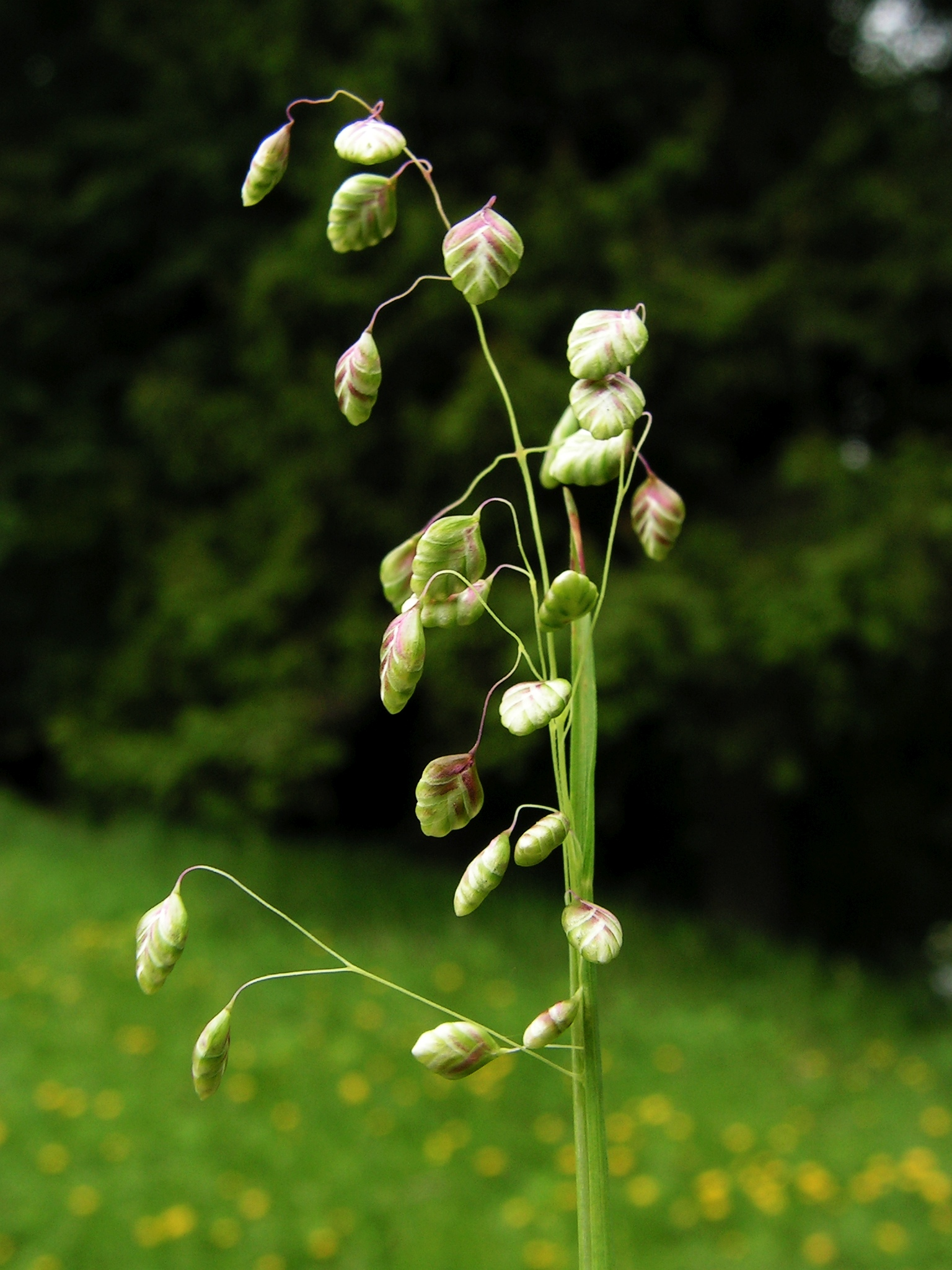

Třeslice prostřední (Briza media) je druh rostlin, bylin, travin z čeledi lipnicovitých (Poaceae). Jedná se o vytrvalé byliny někdy pěstované jako okrasné rostliny.

## Rozšíření
Rozšířena je v západní Asii a mimo nejjižnějších a nejsevernějších oblastí také v celé Evropě. Roste na celém území ČR.

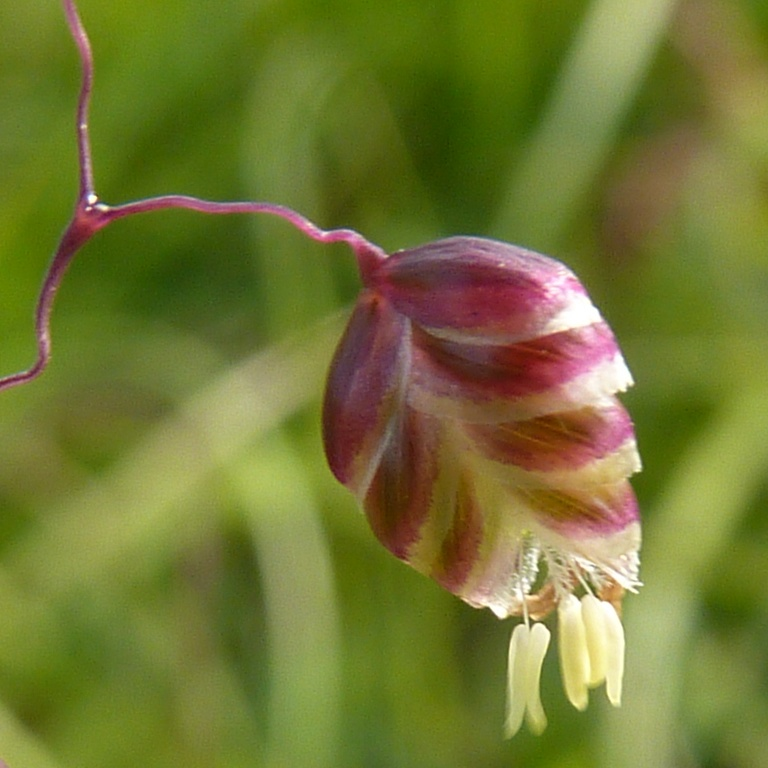
Klásek

## Ekologie
Suché louky, pastviny, lesní okraje.

## Popis
Vytrvalé trsnaté trávy s výběžky. Stébla jsou až 40 cm vysoká. Listy jsou ploché, 4 mm široké, na vnější straně listu se při bázi nachází jazýček.
Kvete od května do června, ale je uváděno i kvetení až do srpna. Květy jsou v kláscích, které tvoří latu s tenkými větévkami. Klásky jsou 1 mm dlouhé, často nafialovělé barvy, zboku smáčklé, široce srdčité, mnohokvěté na tenkých stopkách. Na bázi klásku jsou 2 plevy, které jsou přibližně stejné, bez osin. Pluchy jsou stejně široké jak dlouhé, bez osin. Plušky jsou krátké, dvoukýlné.

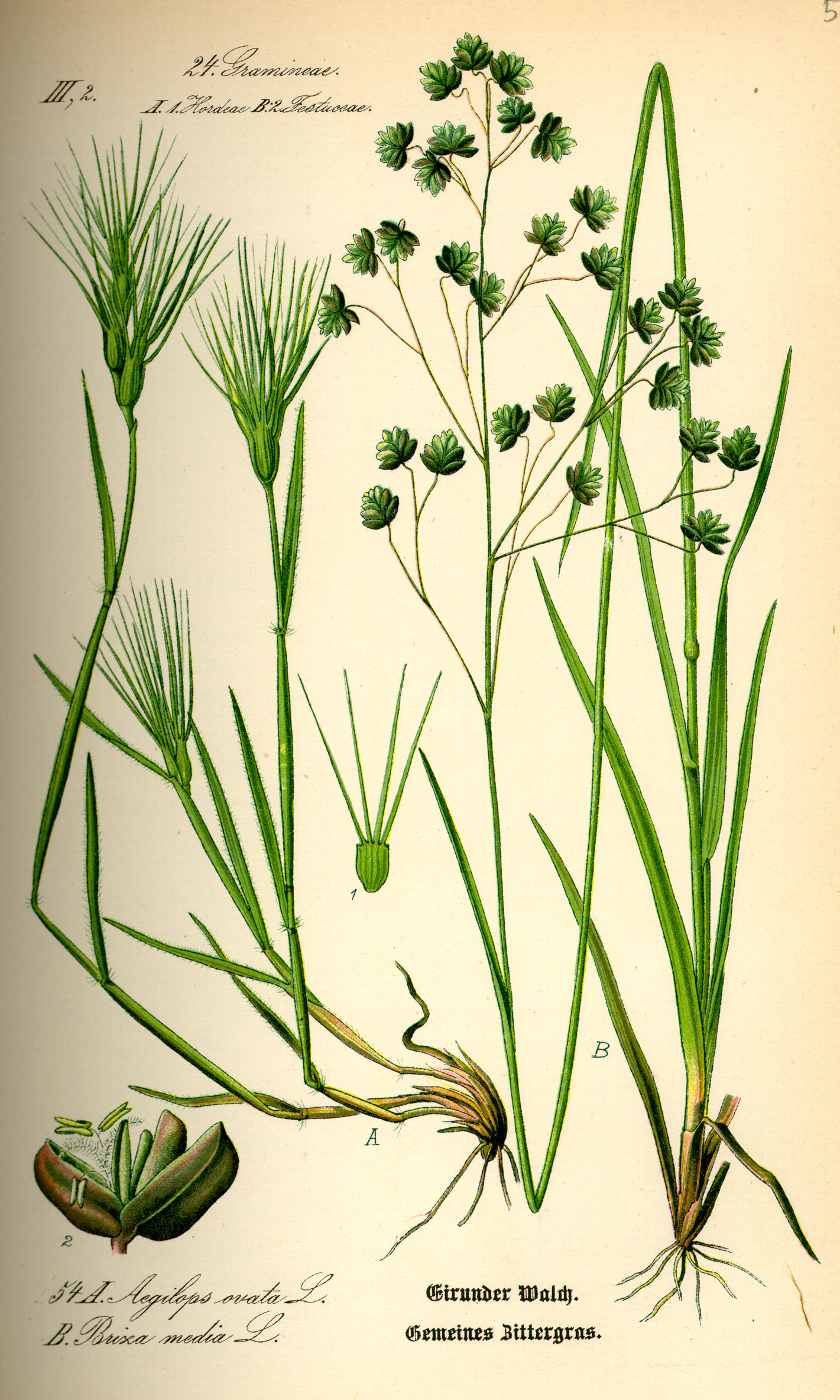

Plodem je obilka.

## Použití
Výsadba do záhonů, skalek a do volných skupin. Květ lze sušit pro aranžování květin.

## Pěstování
Vyžaduje polostinná stanoviště, písčité nebo hlinité, suché, chudé půdy.